# Joel Embiid
Joel Hans Embiid (Yaoundé, 16 marzo 1994) è un cestista camerunese con cittadinanza francese naturalizzato statunitense, centro dei Philadelphia 76ers.
È soprannominato The Process (in italiano Il Processo), in riferimento al motto "Trust the process" usato dall'ex general manager dei 76ers Sam Hinkie durante il suo periodo con la franchigia. Considerato uno dei migliori giocatori della NBA di oggi, nel 2021-22 è stato il miglior marcatore della stagione, sfiorando il titolo di MVP, che vincerà nella stagione successiva .

## Biografia
Nasce a Yaoundé, nel Camerun , figlio dell'ufficiale militare Thomas Embiid e di sua moglie Christine.

## Caratteristiche tecniche
È un centro molto bravo in tutte e due le metà campo: è un realizzatore completo e fisicamente dominante, per cui è un giocatore in post e in area fra i migliori della lega; dispone di una vasta scelta di movimenti offensivi letali come un pull-up jumper raffinato, finte di tiro, virate, fade-away ed un passo europeo sulla linea di fondo notevole. Inoltre, se la cava egregiamente anche al tiro dalla lunga distanza; si fa valere anche in difesa, giungendo in aiuto come ottimo stoppatore. Ha anche una buona visione di gioco che gli consente di fornire assist ed hand-off ai compagni, oltre ad avere una grande rapidità di piedi dovuta al suo passato calcistico.
Oltre a essersi ispirato a lui, è stato paragonato ad Hakeem Olajuwon.

## Carriera

### Inizi, high school e college
Dopo aver pensato inizialmente di dedicarsi alla carriera da pallavolista, oltre ad avere giocato a calcio fino a 16 anni, all'età di 15 anni inizia a giocare a basket ispirato dai movimenti di Hakeem Olajuwon. Durante un camp di pallacanestro estivo tenutosi in Camerun organizzato dal cestista NBA Luc Mbah a Moute Embiid viene scoperto proprio da quest'ultimo, che un anno dopo lo convince a spostarsi negli Stati Uniti e a iscriversi alla Montverde High School, prestigiosa scuola superiore statunitense dalla quale sono usciti molti giocatori poi sbarcati nella NBA come Ben Simmons, futura prima scelta e compagno di squadra di Embiid nel Philadelphia 76ers e D'Angelo Russell, seconda scelta al Draft del 2015. Alla Montverde Academy chiude la stagione con 13 punti, con 9,7 rimbalzi e 1,9 stoppate di media. A causa del poco tempo disponibile per giocare Embiid decise di trasferirsi alla The Rock School, presso Gainesville in Florida.

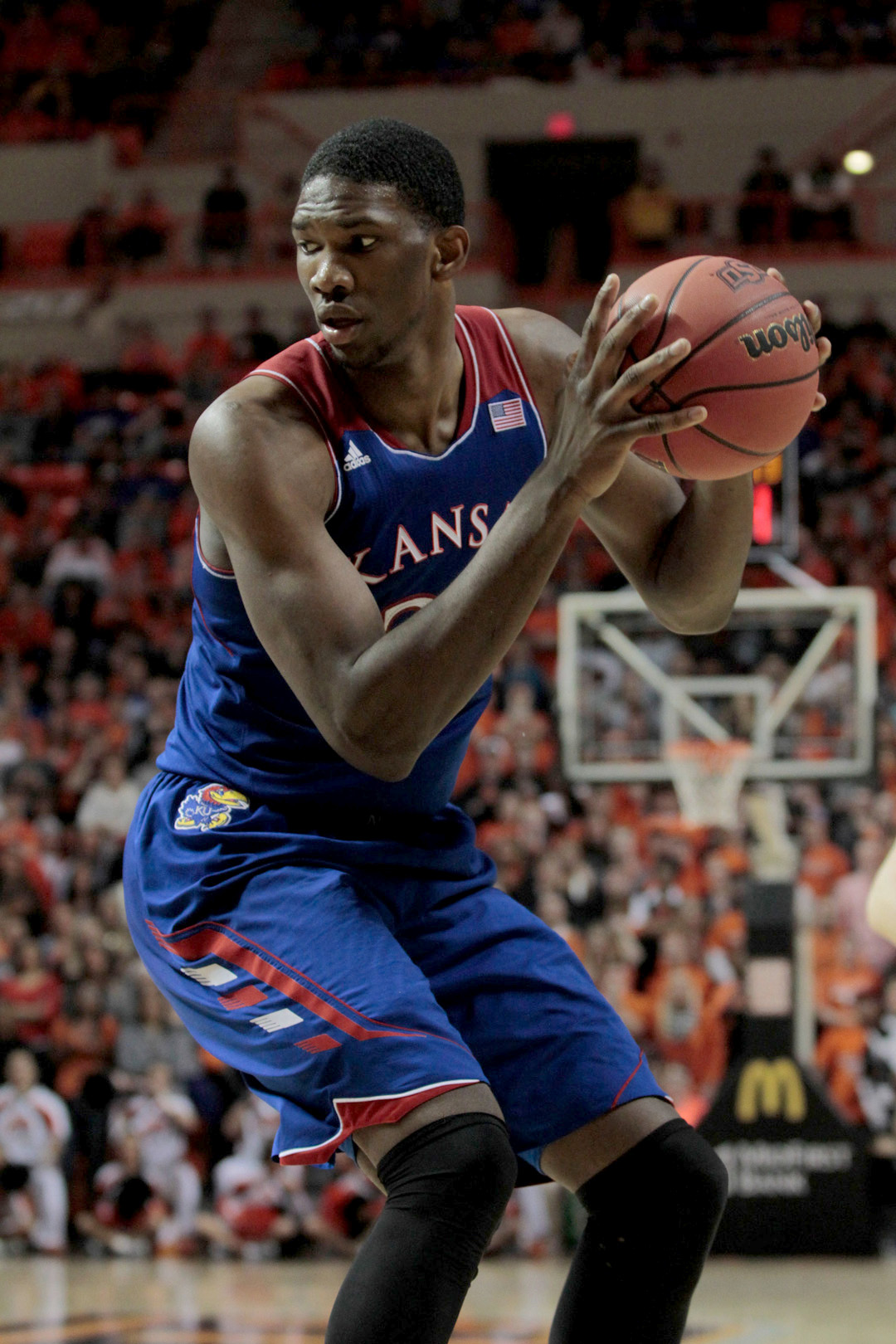
Embiid con i Kansas Jayhawks

Nel 2012 accetta l'offerta di giocare presso la Kansas University. Chiude dopo un anno la sua carriera in NCAA con 11,2 punti, 8,1 rimbalzi e 2,4 stoppate in 23,1 minuti a partita.

### NBA

#### Philadelphia 76ers (2014-)

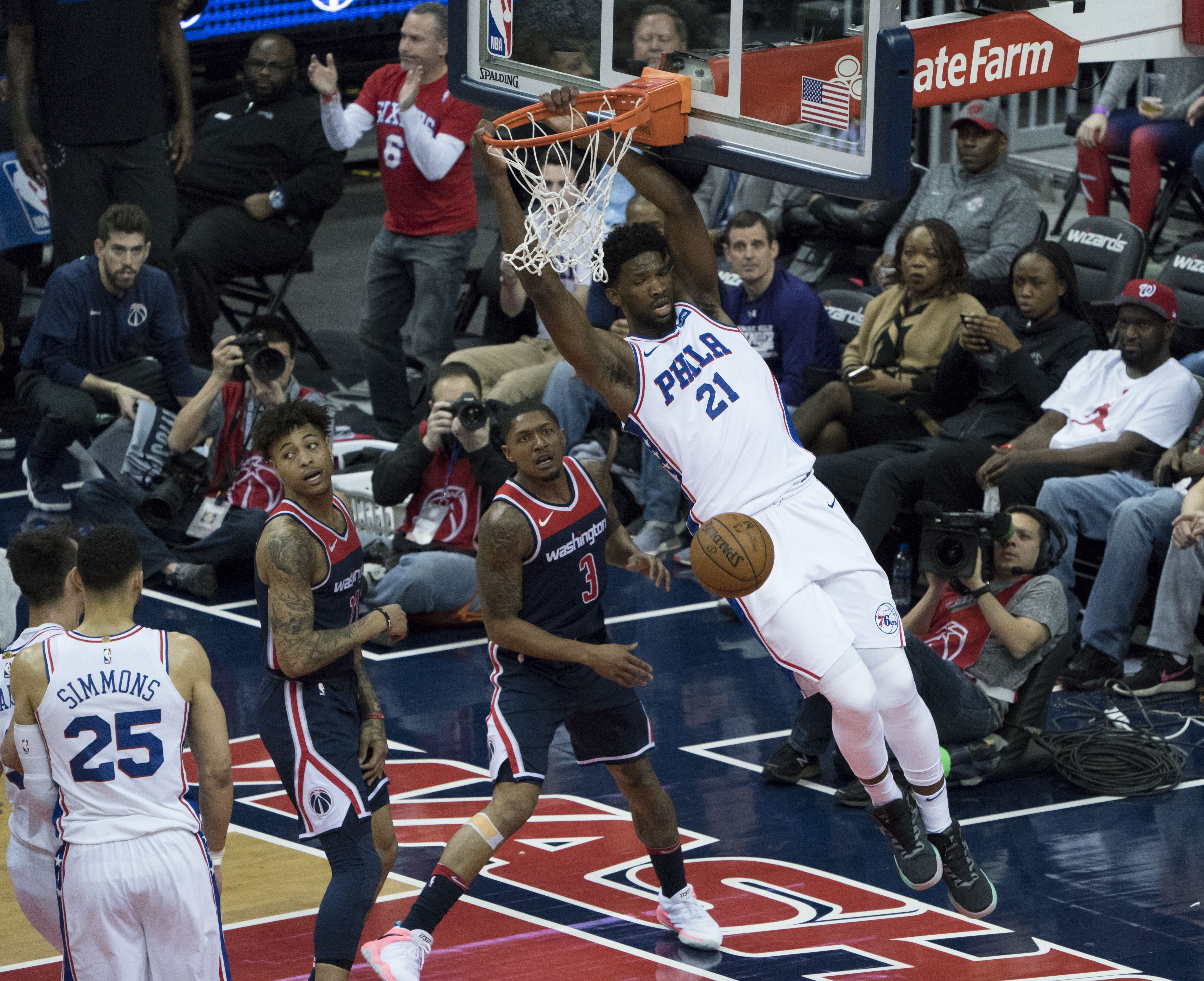
Embiid mentre schiaccia contro gli Washington Wizards.

Embiid si dichiara dunque eleggibile al Draft NBA 2014 e viene selezionato alla terza scelta assoluta dai Philadelphia 76ers, dopo Andrew Wiggins e Jabari Parker. Il giocatore è però costretto a saltare le prime due stagioni NBA, a causa di una frattura da stress del piede destro, operata due volte.
Fa il suo debutto in NBA il 26 ottobre 2016 totalizzando 20 punti 7 rimbalzi e 2 stoppate. Nonostante giochi un numero di minuti limitato per gli infortuni passati, le sue medie rapportate su 36 minuti sono simili a quelle di Wilt Chamberlain nel suo anno da rookie. Si conferma anche un buon tiratore dall'arco, segnando con costanza da tre. Arriva terzo nelle votazioni dei tifosi per l'All Star Game 2017, non riuscendo però ad essere incluso nel quintetto titolare a causa del voto di allenatori e giocatori, ma venendo incluso nel Rising Stars Challenge (non partecipando per un problema al ginocchio). Diventa inoltre il secondo rookie dei 76ers dopo Allen Iverson a realizzare almeno 20 punti in 10 partite consecutive. A febbraio subisce un infortunio al ginocchio sinistro che causerà la fine anticipata della sua stagione, dopo aver collezionato 31 presenze. Finisce la stagione mantenendo, in soli 25 minuti di media a partita, le medie 20,2 punti, 7,8 rimbalzi, 2,1 assist e 2,5 stoppate a partita, venendo incluso nel primo quintetto Rookie.

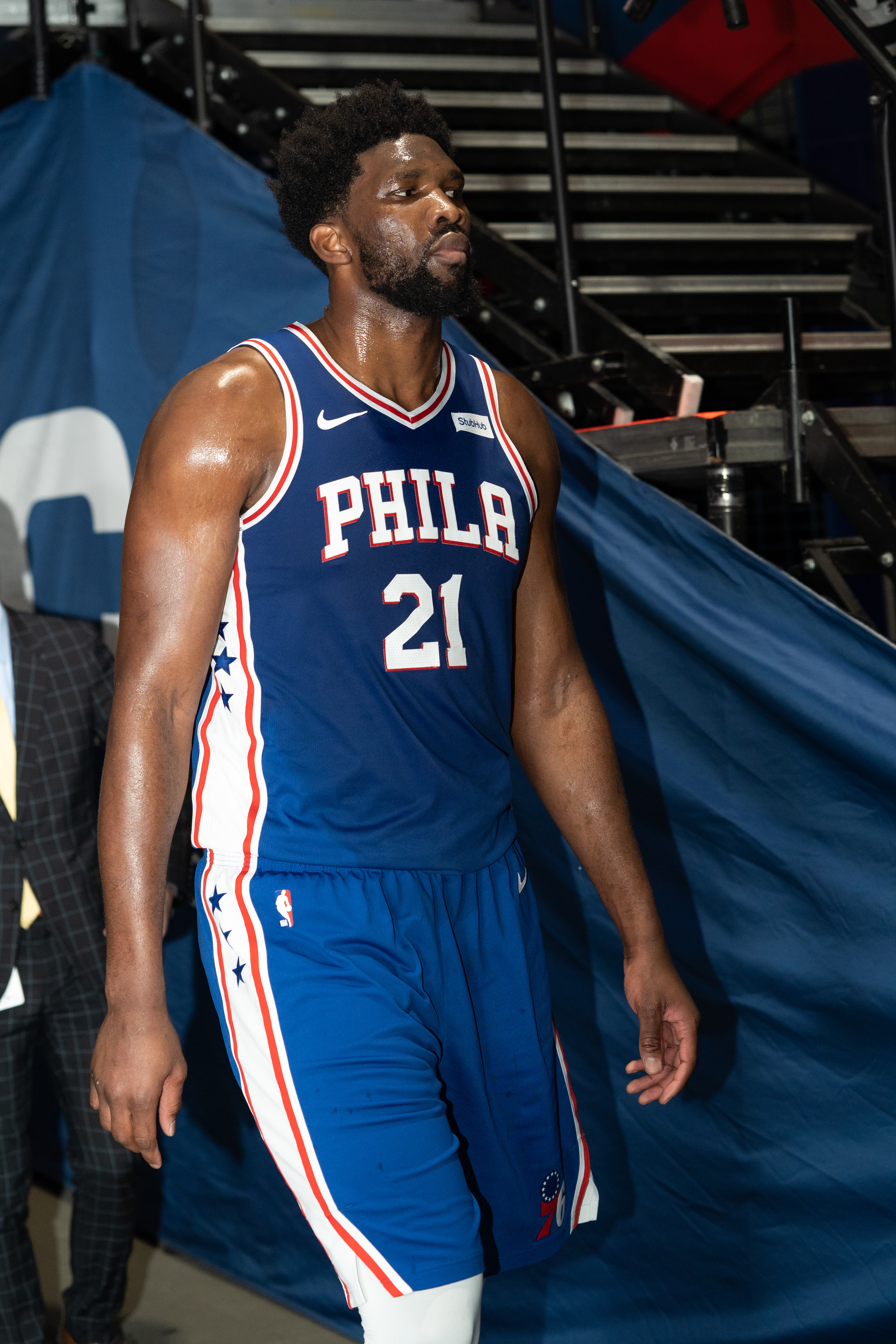
Embiid nel 2019

La stagione seguente gioca 63 partite (fermandosi nel finale di stagione per una frattura dell'osso orbitale sinistro causata dal compagno Markelle Fultz), portando i 76ers al terzo posto nella Conference. Mantiene le medie di 22,9 punti, 11 rimbalzi e 1,8 stoppate a partita, venendo anche incluso nel secondo quintetto All-NBA e nel secondo quintetto All-Defense. I Sixers, dopo aver battuto i Miami Heat, devono arrendersi in cinque gare ai Boston Celtics, guidati dal rookie Jayson Tatum.
Il 14 novembre 2022 segna il suo massimo in carriera di 59 punti nella partita vinta 105-98 contro gli Utah Jazz, con 11 rimbalzi, 8 assist e 7 stoppate.
Riceve la nomina di MVP della stagione NBA 2022-23 vincendo anche il premio di miglior marcatore. Sono 33 i punti di media per Embiid alla fine della stagione regolare (tre in più rispetto all'anno precedente), seguiti da circa 10 rimbalzi di media. Non riesce tuttavia ad avere un impatto similare nei Playoffs 2023 con i 76ers che, dopo aver eliminato i Brooklyn Nets per 4-0, cadono 4-3 nelle semifinali di Conference contro i Boston Celtics.
Nella stagione 2023-24 Embiid realizza almeno 30 punti in 22 partite di fila, a partire dal 17 novembre 2023. In occasione della vittoria interna del 22 gennaio sui San Antonio Spurs arriva a siglare 70 punti in una singola partita, suo nuovo massimo in carriera, frutto di un 24/41 dal campo e di un 21/23 ai liberi. Il centro 29enne nel corso della stagione viaggia ad una media di 35,3 punti (primo in NBA) e di 11,3 rimbalzi a partita fino a quando, il 30 gennaio 2024 sul campo dei Golden State Warriors, subisce un infortunio al menisco del ginocchio sinistro causata da un atterraggio fortuito di Jonathan Kuminga sulla sua gamba. Embiid, che già aveva saltato alcune partite nelle settimane precedenti per via di problemi fisici, viene di fatto escluso dalla lotta per il riconoscimento di MVP di quell'anno, considerato che l'eleggibilità per tale premio richiedeva almeno 65 presenze da 20 minuti in regular season . 
Anche nella stagione successiva Embiid è tormentato dagli infortuni, giocando solo 19 partite sulle 82 disponibili, con una media di 23.8 punti e 8.2 rimbalzi per partita .

### Nazionale
Nato in Camerun e in possesso della cittadinanza francese e statunitense dal 2022, ad ottobre 2023 è stata resa nota la sua scelta di giocare per la nazionale statunitense. Nel 2024 viene convocato dal coach Steve Kerr per le Olimpiadi di Parigi, vincendo la medaglia d'oro, superando in finale i padroni di casa della Francia.

## Statistiche
| * | Primo nella lega |

### NCAA
| Anno      | Squadra         | PG | PT | MP   | TC%  | 3P%  | TL%  | RP  | AP  | PRP | SP  | PP   |
| --------- | --------------- | -- | -- | ---- | ---- | ---- | ---- | --- | --- | --- | --- | ---- |
| 2013-2014 | Kansas Jayhawks | 28 | 20 | 23,1 | 62,6 | 20,0 | 68,5 | 8,1 | 1,4 | 0,9 | 2,6 | 11,2 |
| Carriera  | Carriera        | 28 | 20 | 23,1 | 62,6 | 20,0 | 68,5 | 8,1 | 1,4 | 0,9 | 2,6 | 11,2 |

#### Massimi in carriera
- Massimo di punti: 18 (2 volte)[19]
- Massimo di rimbalzi: 13 (3 volte)
- Massimo di assist: 5 vs Duke (12 novembre 2013)
- Massimo di palle rubate: 4 vs Oklahoma (24 febbraio 2014)
- Massimo di stoppate: 8 vs Oklahoma State-Stillwater (18 gennaio 2014)
- Massimo di minuti giocati: 32 (2 volte)

### NBA

#### Regular Season
| Anno      | Squadra            | PG  | PT  | MP   | TC%  | 3P%  | TL%  | RP   | AP  | PRP | SP  | PP    |
| --------- | ------------------ | --- | --- | ---- | ---- | ---- | ---- | ---- | --- | --- | --- | ----- |
| 2016-2017 | Philadelphia 76ers | 31  | 31  | 25,4 | 46,6 | 36,7 | 78,3 | 7,8  | 2,1 | 0,9 | 2,5 | 20,2  |
| 2017-2018 | Philadelphia 76ers | 63  | 63  | 30,3 | 48,3 | 30,8 | 76,9 | 11,0 | 3,2 | 0,6 | 1,8 | 22,9  |
| 2018-2019 | Philadelphia 76ers | 64  | 64  | 33,7 | 48,4 | 30,0 | 80,4 | 13,6 | 3,7 | 0,7 | 1,9 | 27,5  |
| 2019-2020 | Philadelphia 76ers | 51  | 51  | 29,5 | 47,7 | 33,1 | 80,7 | 11,6 | 3,0 | 0,9 | 1,3 | 23,9  |
| 2020-2021 | Philadelphia 76ers | 51  | 51  | 31,1 | 51,3 | 37,7 | 85,9 | 10,6 | 2,8 | 1,0 | 1,4 | 28,5  |
| 2021-2022 | Philadelphia 76ers | 68  | 68  | 33,8 | 49,9 | 37,1 | 81,4 | 11,7 | 4,2 | 1,1 | 1,5 | 30,6* |
| 2022-2023 | Philadelphia 76ers | 66  | 66  | 34,6 | 54,8 | 33,0 | 85,7 | 10,2 | 4,2 | 1,0 | 1,7 | 33,1* |
| 2023-2024 | Philadelphia 76ers | 39  | 39  | 33,6 | 52,9 | 38,8 | 88,3 | 11,0 | 5,6 | 1,2 | 1,7 | 34,7  |
| 2024-2025 | Philadelphia 76ers | 19  | 19  | 30,2 | 44,4 | 29,9 | 88,2 | 8,2  | 4,5 | 0,7 | 0,9 | 23,8  |
| Carriera  | Carriera           | 452 | 452 | 31,9 | 50,1 | 33,9 | 82,8 | 11,0 | 3,7 | 0,9 | 1,6 | 27,7  |
| All-Star  | All-Star           | 4   | 4   | 25,8 | 58,6 | 41,2 | 75,0 | 10,0 | 1,8 | 0,5 | 0,8 | 21,8  |

#### Massimi in carriera
Regular Season
- Massimo di punti: 70 vs San Antonio Spurs (22 gennaio 2024)[20]
- Massimo di rimbalzi: 22 vs Boston Celtics (20 marzo 2019)
- Massimo di assist: 13 vs Milwaukee Bucks (4 aprile 2019)
- Massimo di palle rubate: 5 (2 volte)
- Massimo di stoppate: 7 (2 volte)
- Massimo di minuti giocati: 49 vs Oklahoma City Thunder (15 dicembre 2017)

#### Play-off
| Anno     | Squadra            | PG | PT | MP   | TC%  | 3P%  | TL%  | RP   | AP  | PRP | SP  | PP    |
| -------- | ------------------ | -- | -- | ---- | ---- | ---- | ---- | ---- | --- | --- | --- | ----- |
| 2018     | Philadelphia 76ers | 8  | 8  | 34,8 | 43,5 | 27,6 | 70,5 | 12,6 | 3,0 | 0,9 | 1,9 | 21,4  |
| 2019     | Philadelphia 76ers | 11 | 11 | 30,4 | 42,8 | 30,8 | 82,2 | 10,5 | 3,4 | 0,7 | 2,3 | 20,2  |
| 2020     | Philadelphia 76ers | 4  | 4  | 36,2 | 45,9 | 25,0 | 81,4 | 12,3 | 1,3 | 1,5 | 1,3 | 30,0  |
| 2021     | Philadelphia 76ers | 11 | 11 | 32,5 | 51,3 | 39,0 | 83,5 | 10,5 | 3,4 | 1,0 | 1,5 | 28,1  |
| 2022     | Philadelphia 76ers | 10 | 10 | 38,5 | 48,4 | 21,2 | 82,0 | 10,7 | 2,1 | 0,4 | 0,8 | 23,6  |
| 2023     | Philadelphia 76ers | 9  | 9  | 37,3 | 43,1 | 17,9 | 90,5 | 9,8  | 2,7 | 0,7 | 2,8 | 23,7  |
| 2024     | Philadelphia 76ers | 6  | 6  | 41,3 | 44,4 | 33,3 | 85,9 | 10,8 | 5,7 | 1,2 | 1,5 | 33,0* |
| Carriera | Carriera           | 59 | 59 | 35,3 | 45,9 | 28,9 | 82,8 | 10,9 | 3,1 | 0,8 | 1,7 | 24,9  |

#### Massimi in carriera
Play-off
- Massimo di punti: 50 vs New York Knicks (26 Aprile 2024)[20]
- Massimo di rimbalzi: 21 vs Atlanta Hawks (14 giugno 2021)
- Massimo di assist: 8 vs Atlanta Hawks (11 giugno 2021)
- Massimo di palle rubate: 3 (2 volte)
- Massimo di stoppate: 6 vs Brooklyn Nets (20 aprile 2019)
- Massimo di minuti giocati: 46 vs Boston Celtics (7 maggio 2023)

## Palmarès
- NBA All-Rookie First Team (2017)
- Convocazioni all'All-Star Game: 7

2018, 2019, 2020, 2021, 2022, 2023, 2024
- All-NBA Team: 5

First Team: 2023
Second Team: 2018, 2019, 2021, 2022
- NBA All-Defensive Team: 3

Second Team: 2018, 2019, 2021
- Miglior realizzatore NBA: 2

2022, 2023
- MVP della regular season: 1

2022-2023